# Збірна Північної Македонії з футболу
Збірна Північної Македонії з футболу (мак. Фудбалска репрезентација на Северна Македонија) представляє Північну Македонію в міжнародних матчах і турнірах з футболу. Контролюється Футбольною федерацією Північної Македонії.
Станом на 28 листопада 2024 посідає 67-e місце у рейтингу футбольних збірних світу.

## Історія
13 жовтня 1993 року збірна Північної Македонії провела перший матч, обігравши під керівництвом Андона Дончевського збірну Словенії з рахунком 4-1. Вони виграли свої два товариські матчі проти збірних Словенії та Естонії і лише 31 серпня 1994 року зазнали першої поразки від збірної Туреччини (щоправда, до цього вони програли «Пеньяролю» з рахунком 0-4 в Монтевідео в лютому 1994 року).
Відбір на Євро-1996 став для збірної першим офіційним турніром, у якому Північна Македонія взяла участь як незалежна держава. Відтоді Північна Македонія бере участь у всіх турнірах ФІФА та УЄФА, проте уперше пробивалася до фінального етапу змагань лише за результатами відбору на Євро-2020. На цьому турнірі програла усі матчі групового етапу і до стадії плей-оф не вийшла.

## Чемпіонат світу
- 1930 — 1990 — не брала участі (входила до складу Югославії)
- 1994 — не брала участі
- 1998 — 2022 — не пройшла кваліфікацію

## Чемпіонат Європи
- 1960 — 1992 — не брала участі (входила до складу Югославії)
- 1996 — 2016 — не пройшла кваліфікацію
- 2020 — груповий етап
- 2024 — не пройшла кваліфікацію

## Гравці збірної

### Поточний склад
Гравці збірної, що були включені до заявки на матчі Євро-2020 у червні 2021 року (кількість ігор і голів наведені станом на 20 травня 2021 року):
| №  | Поз. | Гравець                 | Дата народження (вік)        | Ігри | Голи | Клуб             |
| -- | ---- | ----------------------- | ---------------------------- | ---- | ---- | ---------------- |
| 1  | ВР   | Столе Димитриєвський    | 25 грудня 1993 (31 рік)      | 42   | 0    | Райо Вальєкано   |
| 22 | ВР   | Дам'ян Шишковський      | 18 березня 1995 (30 років)   | 6    | 0    | Докса Катокопіас |
| 12 | ВР   | Ристо Янков             | 5 вересня 1998 (26 років)    | 0    | 0    | Работнічкі       |
|    |      |                         |                              |      |      |                  |
| 13 | ЗХ   | Стефан Ристовський      | 12 лютого 1992 (33 роки)     | 65   | 2    | Динамо (Загреб)  |
| 4  | ЗХ   | Кіре Рістевський        | 22 жовтня 1990 (34 роки)     | 47   | 0    | Уйпешт           |
| 8  | ЗХ   | Езджан Аліоський        | 12 лютого 1992 (33 роки)     | 44   | 8    | Лідс Юнайтед     |
| 6  | ЗХ   | Вісар Мусліу            | 13 листопада 1994 (30 років) | 31   | 1    | Фегервар         |
| 14 | ЗХ   | Дарко Велковський       | 21 червня 1995 (29 років)    | 27   | 1    | Рієка            |
| 2  | ЗХ   | Егзон Бейтулай          | 7 січня 1994 (31 рік)        | 21   | 0    | Шкендія          |
| 3  | ЗХ   | Гойко Зайков            | 10 лютого 1995 (30 років)    | 17   | 1    | Шарлеруа         |
|    |      |                         |                              |      |      |                  |
| 25 | ПЗ   | Дарко Чурлінов          | 11 липня 2000 (24 роки)      | 3    | 1    | Штутгарт         |
| 11 | ПЗ   | Ферхан Хасані           | 18 червня 1990 (34 роки)     | 41   | 2    | Партизані        |
| 20 | ПЗ   | Стефан Спировський      | 23 серпня 1990 (34 роки)     | 40   | 1    | АЕК (Ларнака)    |
| 17 | ПЗ   | Еніс Барді              | 2 липня 1995 (29 років)      | 34   | 6    | Леванте          |
| 16 | ПЗ   | Бобан Ніколов           | 28 липня 1994 (30 років)     | 34   | 2    | Лечче            |
| 21 | ПЗ   | Еліф Елмас              | 24 вересня 1999 (25 років)   | 27   | 7    | Наполі           |
| 5  | ПЗ   | Аріян Адемі             | 29 травня 1991 (33 роки)     | 21   | 4    | Динамо (Загреб)  |
| 23 | НП   | Мар'ян Радеський        | 10 лютого 1995 (30 років)    | 17   | 1    | Академія Пандєва |
| 26 | ПЗ   | Милан Ристовський       | 8 квітня 1998 (26 років)     | 1    | 1    | Спартак (Трнава) |
|    |      |                         |                              |      |      |                  |
| 10 | НП   | Горан Пандев (капітан)  | 27 липня 1983 (41 рік)       | 119  | 37   | Дженоа           |
| 9  | НП   | Александар Трайковський | 5 вересня 1992 (32 роки)     | 65   | 18   | Мальорка         |
| 7  | НП   | Іван Тричковський       | 18 квітня 1987 (37 років)    | 64   | 7    | АЕК (Ларнака)    |
| 19 | НП   | Крсте Велкоський        | 20 лютого 1988 (37 років)    | 16   | 0    | Сараєво          |
| 18 | НП   | Влатко Стояновський     | 23 квітня 1997 (27 років)    | 8    | 2    | Шамблі           |
| 24 | НП   | Даніель Аврамовський    | 25 лютого 1995 (30 років)    | 6    | 0    | Кайсеріспор      |
| 15 | ПЗ   | Тихомир Костадинов      | 4 березня 1996 (29 років)    | 10   | 0    | Ружомберок       |